# Putana (volcan)
Pour les articles homonymes, voir Putana.
Le Putana, également appelé Jorgencal, Jorjencal et Machuca, est un stratovolcan situé à la frontière entre la Bolivie et le Chili.

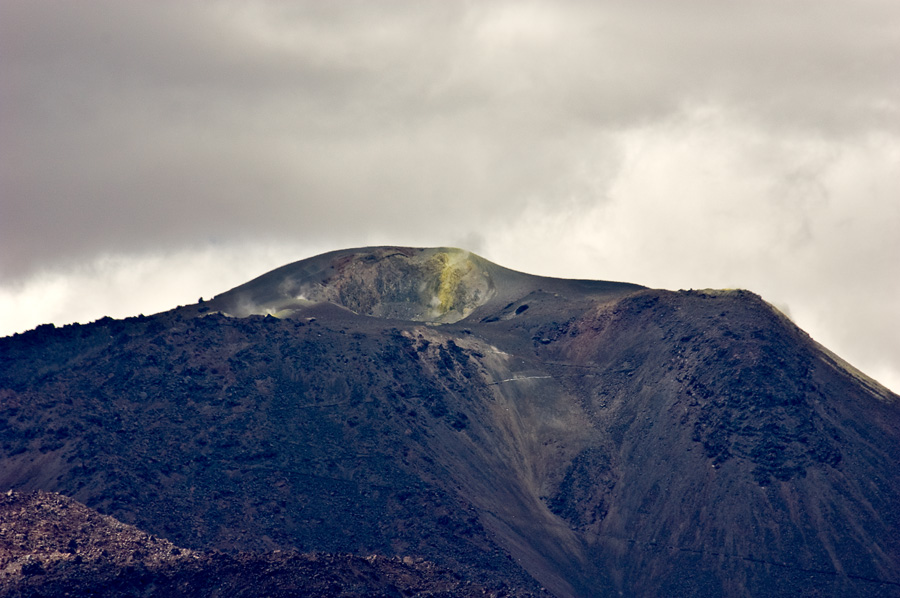
Solfatares au sommet du Putana.

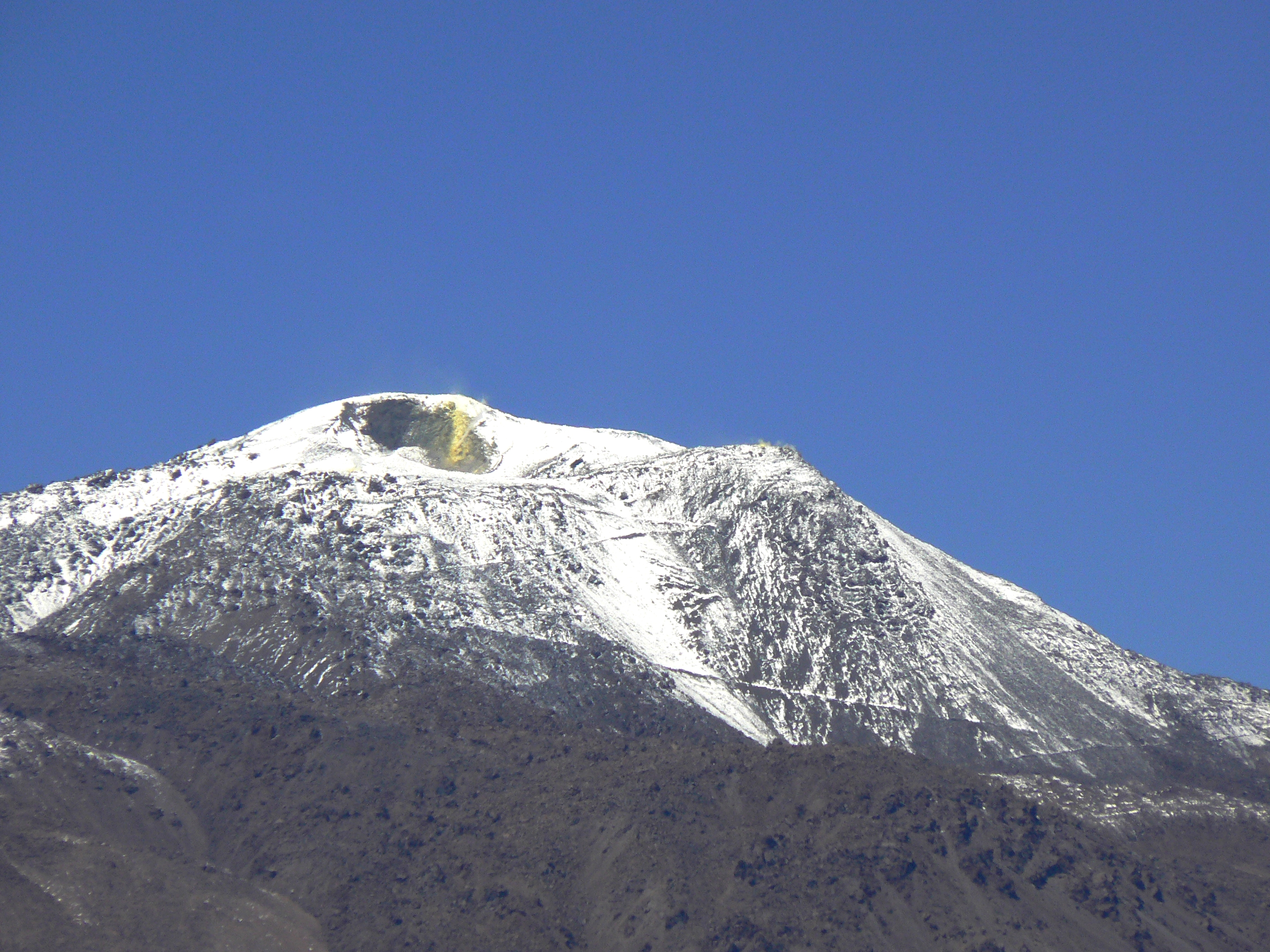
Le versant chilien du Putana sous la neige.